# Phlegra soudanica
Phlegra soudanica là một loài nhện trong họ Salticidae.
Loài này thuộc chi Phlegra. Phlegra soudanica được Lucien Berland & Millot miêu tả năm 1941.